# 阿氏粗背鱂
阿氏粗背鱂，為輻鰭魚綱鯉齒目鰕鱂亞目鰕鱂科的其中一種，為熱帶淡水魚，分布於非洲馬達加斯加淡水流域，體長可達5.9公分，棲息在水質清澈的底中層水域，以昆蟲等為食，生活習性不明。

## 擴展閱讀
維基物種上的相關：阿氏粗背鱂